# Heinrich August Wilhelm Meyer
Pour les articles homonymes, voir Heinrich Meyer.
Heinrich August Wilhelm Meyer (10 janvier 1800 - 21 juin 1873) est un théologien protestant allemand. Il a écrit des commentaires sur le Nouveau Testament et publié une édition de ce livre.

## Biographie
Meyer est né à Gotha. Il étudie la théologie à Iéna, est pasteur à Harste, Hoya, et y sert en tant que surintendant, ainsi qu'à Neustadt am Rübenberge, et est finalement membre du Consistoire d'Hanovre de l'Église d'Hanovre et surintendant à Hanovre en 1841.
Il est principalement remarqué pour son précieux Kritischexegetischer Kommentar zum Neuen Testament (16 volumes), qui commence à paraître en 1832, est complété en 1859 avec l'aide de Johann Eduard Huther, Friedrich Düsterdieck et Gottlieb Lünemann, et est traduit en Anglais. De nouvelles éditions sont entreprises par des biblistes tels qu'Albrecht Ritschl, Bernhard Weiss, Hans Hinrich Wendt, Georg Heinrici, Willibald Beyschlag et Friedrich A. E. Sieffert. La traduction anglaise dans les séries de Clark est en 20 volumes (1873-82), et il y a une édition américaine en 11 volumes (1884-88). Une édition de 1880 traduite par Peter Christie et révisée et éditée par Frederick Crombie est disponible en ligne.
Meyer publie également une édition du Nouveau Testament, avec une traduction (1829) et une version latine des livres symboliques de l'église luthérienne (1830).